# Gaël
Este artículo trata sobre una comuna francesa, para el pueblo nativo de Irlanda, véase Gael
Gaël (Gwazel en bretón) es una pequeña comuna de Francia, en Ille-et-Vilaine localizada al sudoeste del departamento de Rennes.

## Demografía
| 639 | 1673 | 1515 | 1484 | 1406 | 1351 |
| Para los censos de 1962 a 1999 la población legal corresponde a la población sin duplicidades (Fuente: INSEE [Consultar]) |      |      |      |      |      |